# Péterfy Gergely
Péterfy Gergely (Budapest, 1966. október 31. –) József Attila-díjas magyar író, forgatókönyvíró, szerkesztő, egyetemi oktató. Testvére: Péterfy Bori színésznő, énekesnő és Péterfy Sarolt irodalomtörténész.

## Életpályája
Az ELTE latin-ógörög szakán szerzett diplomát 1993-ban. 1994-től 2011-ig a Miskolci Egyetem Bölcsészettudományi Karán tanított. 1998-2000 között a TV2 havonta jelentkező kulturális műsorának, a Nyugatnak volt felelős szerkesztője és műsorvezetője. 2006-ig a Magyar Rádió Művészeti Főszerkesztőségében dolgozott mint szerkesztő-műsorvezető. 1991 óta publikál novellákat. Egyik alapítója, 1993 óta szerkesztője volt a Törökfürdőnek (1993–2001). 1995-2000 között a miskolci Új Holnap című irodalmi lapot szerkesztette. 
2015. október 30-án tartotta székfoglaló előadását a Széchenyi Irodalmi és Művészeti Akadémián.
2017-2018 között a Magyar Könyvkiadók és Könyvterjesztők Egyesülésének volt az igazgatója.
2019-ben feleségével, Péterfy-Novák Évával megalapította a prózaírást és trauma/írást oktató Péterfy Akadémiát.
A 2000-es évek eleje óta Kisorosziban élt. 2020-ban az olaszországi Todiban, az Ulpiusok városába költöztek, ahol 2020. október 8-án létrehozták az Umbriai Magyar Köztársaság nevű művészeti és politikai projektet.
2022-ben Felhő Café néven könyvkiadót alapítottak.

### Munkássága
Első novelláskötete 1994-ben jelent meg. A korai novellákat gazdag kultúrtörténeti ismeretek és mély emberismeret jellemzi. Ezt követte 1998-ban első regénye, A B oldal, amely önéletrajzi elemekből építve beszéli el a 70-es 80-as évek Budapestjének értelmiségi tapasztalatát. A Tűzoltóparancsnok szomorúsága című, 2000-ben megjelent regénye az ezredforduló megváltozott emberképét és a felnőttségbe lépő ember útkeresését ábrázolja. 
A 2004-ben megjelent Bányató egy zárt világ keretei között vizsgálja a létezés tragikomikus reménytelenségét. A regény német fordítása (Baggersee, 2008, Zsolnay Verlag) jelentős kritikai sikert ért el. A regényből ugyanezen a címen írt forgatókönyvéből Paczolay Béla rendezett tévéfilmet, amelyet a 2006-os filmszemlén mutattak be. A Kalandorok című forgatókönyvéből ugyancsak Paczolay Béla rendezésében készült mozifilm, amelynek 2008 januárjában volt a bemutatója, és elnyerte a legjobb elsőfilm díját. 
Az Új Színház ösztöndíjasaként írt drámája, A vadászgörény a 2000. évi pécsi Nyílt Fórumra jelent meg, és 2003-ban rádiójáték készült belőle Solténszky Tibor rendezésében; 2005 szeptemberében az Új Színház mutatta be Bezerédi Zoltán rendezésében. 2002-ben ugyancsak Solténszky Tibor rendezésében készült rádiójáték Családkeresők című mesejátékából, amelyet a Magyar Rádió Irodalmi Osztályának felkérésére írt. Meseregényei (Misikönyv, Örök völgy) mágikus fantáziavilágában játékos formában ugyanazokat a problémákat járja körül, amelyet aztán a Halál Budán történeti (2008) tablója jelenít meg. A Buda 1686-os felszabadítása körüli eseményekre épülő regény az esztétikailag megélt lét, az egyén cselekvési lehetőségei és a történelem erejének összefüggéseit tárják az olvasó elé.
Kazinczy Ferenc és Angelo Soliman barátságáról készített PhD értekezése szolgált a 10 éven át írt Kitömött barbár című regényének alapjául, amelyet 2015-ben AEGON művészeti díjjal ismertek el.

## Művei
- Félelem az egértől (elbeszélések, 1994)
- A B oldal (regény, 1998)
- A tűzoltóparancsnok szomorúsága (regény, 2000)
- Bányató (regény, 2004)
- Misikönyv (meseregény, 2004-2005)
- Halál Budán (regény, 2008)
- Örök völgy: Pannon mese (regény, 2012)
- Kitömött barbár (regény, 2014)
- Mindentől keletre avagy román kém a Weiss-családban (elbeszélések, 2016)
- Péterfy Gergely–Köbli Norbert: Tűzben és rongyokban; Szupermodern Stúdió Kft., Budapest, 2017
- Péterfy Gergely–Péterfy-Novák Éva: A panda ölelése. Kínai útinapló; Kalligram, Budapest, 2018
- A golyó, amely megölte Puskint. Regény; Kalligram, Budapest, 2019
- Bányató; 2. jav. kiad.; Kalligram, Budapest, 2021
- Péterfy Gergely–Nagy Ervin: Robotmese; ill. Mayer Tamás; Lampion–Cinemon, Budapest, 2022
- Nagy Ervin - A király, a gróf és a tanár; Felhő Café Könyvek Kft., Budapest, 2023

### Idegen nyelven
- Schwarze Messe, in: Ungarn Montag bis Freitag. Hrsg. Von György Dalos, Suhrkamp Verlag, 1999
- An der südlichen Brücke, in: Südostdeutsche Vierteljahresblätter, München, 1999, 48. Jahrgang, Folge 2, pp 118–123, ford. Julia Schiff)
- Die B-Seite (Romanauszug), in: Ostragehege, Heft I /2005 Nr. 37. ford. Julia Schiff
- Baggersee (roman) Übersetzung von Agnes Relle, 2008, Zsolnay Verlag
- Der ausgestopfte Barbar (roman), Übersetzung von György Buda, 2016, Nischen Verlag, Wien
- PREPARIRANI VARVARIN, Kontrast, Beograd

## Filmjei
- Bányató (2006)
- Kalandorok (2008)
- Igazából apa (2010)

## Díjak, ösztöndíjak
- Móricz Zsigmond-ösztöndíj (1995)
- Soros-ösztöndíj (1995)
- NKA-ösztöndíj (1997-1999)
- az Új Színház ösztöndíjas drámaírója (1999-2000)
- Eötvös-ösztöndíj (2002)
- József Attila-díj (2003)
- Örkény István-ösztöndíj (2004)
- Márai Sándor-díj (2004)
- Édes Anyanyelvünk pályázat első díja (2004)
- Stiftung Preussische Seehandlung berlini ösztöndíj (2004)
- Déry Tibor-díj (2009)
- Mészöly Miklós-díj (2010)
- AEGON művészeti díj (2015)

## Származása
| Péterfy Gergely (Budapest, 1966. okt. 31.) író, szerkesztő | Apja: Péterfy László (Nyárádselye, 1936. máj. 2) szobrász                                   | Apai nagyapja: Péterfy László (Nyárádselye, 1910. febr. 2 – Kiskend, 2005. okt. 26.) református lelkész, helytörténész | Apai nagyapai dédapja: Péterfy Károly (Maja,1869. márc. 6 – Torboszló, 1941. nov. 5) református lelkész                               |
| Péterfy Gergely (Budapest, 1966. okt. 31.) író, szerkesztő | Apja: Péterfy László (Nyárádselye, 1936. máj. 2) szobrász                                   | Apai nagyapja: Péterfy László (Nyárádselye, 1910. febr. 2 – Kiskend, 2005. okt. 26.) református lelkész, helytörténész | Apai nagyapai dédanyja: Luczay Gizella (Aranyosgyéres, 1878. aug. 16 – Marosvásárhely, 1867. okt. 18) író, költő, Bibliaismeret tanár |
| Péterfy Gergely (Budapest, 1966. okt. 31.) író, szerkesztő | Apja: Péterfy László (Nyárádselye, 1936. máj. 2) szobrász                                   | Apai nagyanyja: Dabóczi Irén (Petrozsény, 1914. dec. 2 – 2009. szept. 7) tanító                                        | Apai nagyanyai dédapja: Dabóczi ??? tanító                                                                                            |
| Péterfy Gergely (Budapest, 1966. okt. 31.) író, szerkesztő | Apja: Péterfy László (Nyárádselye, 1936. máj. 2) szobrász                                   | Apai nagyanyja: Dabóczi Irén (Petrozsény, 1914. dec. 2 – 2009. szept. 7) tanító                                        | Apai nagyanyai dédanyja: Angyal Anna                                                                                                  |
| Péterfy Gergely (Budapest, 1966. okt. 31.) író, szerkesztő | Anyja: Jékely Adrienne (Kolozsvár, 1943. máj. 13. – Budapest, 2016. okt. 14.) irodalomtanár | Anyai nagyapja: Jékely Zoltán (Nagyenyed, 1913. ápr. 24 – Budapest, 1982. márc. 20) író, költő, műfordító              | Anyai nagyapai dédapja: Áprily Lajos, Jékely (Brassó, 1887. nov. 14 – Budapest, 1967. aug. 6) költő, műfordító                        |
| Péterfy Gergely (Budapest, 1966. okt. 31.) író, szerkesztő | Anyja: Jékely Adrienne (Kolozsvár, 1943. máj. 13. – Budapest, 2016. okt. 14.) irodalomtanár | Anyai nagyapja: Jékely Zoltán (Nagyenyed, 1913. ápr. 24 – Budapest, 1982. márc. 20) író, költő, műfordító              | Anyai nagyapai dédanyja: Schéfer Ida                                                                                                  |
| Péterfy Gergely (Budapest, 1966. okt. 31.) író, szerkesztő | Anyja: Jékely Adrienne (Kolozsvár, 1943. máj. 13. – Budapest, 2016. okt. 14.) irodalomtanár | Anyai nagyanyja: Jancsó Adrienne (Marosújvár, 1921. márc. 25.– Budapest, 2006. jan. 23) színész, előadóművész          | Anyai nagyanyai dédapja: Jancsó Sándor (1890 – ?)                                                                                     |
| Péterfy Gergely (Budapest, 1966. okt. 31.) író, szerkesztő | Anyja: Jékely Adrienne (Kolozsvár, 1943. máj. 13. – Budapest, 2016. okt. 14.) irodalomtanár | Anyai nagyanyja: Jancsó Adrienne (Marosújvár, 1921. márc. 25.– Budapest, 2006. jan. 23) színész, előadóművész          | Anyai nagyanyai dédanyja: Kodra Olga                                                                                                  |